# フィオナ・アップル
フィオナ・アップル・マッガート（Fiona Apple Maggart、1977年9月13日 - ）は、アメリカ合衆国のシンガーソングライター。1996年にアルバム『タイダル』でデビュー。シングル「クリミナル」でグラミー賞の最優秀女性ボーカル・ロック・パフォーマンス賞を受賞する。2作目のアルバム『真実』（1999年）は批評・商業的に成功を収め、プラチナ認定を受けた。3作目『エクストラオーディナリー・マシーン』（2005年）はグラミー賞の最優秀ポップ・ヴォーカル・アルバム賞にノミネートされる。2012年の4作目『アイドラー・ホイール』は批判的に賞賛され、グラミー賞の最優秀オルタナティブ・ミュージック・アルバムにノミネートされた。2020年、5作目のアルバム『フェッチ・ザ・ボルト・カッターズ』をリリース。
フィオナ・アップルは全世界で1000万枚以上のアルバムを売り上げ、グラミー賞、MTVビデオ・ミュージック・アワード、ビルボード・ミュージック・アワードなど、数々の賞やノミネートを受けている。代表曲に「Criminal」「Fast as You Can」「Every Single Night」などがある。

## 生い立ち
1977年、フィオナ・アップルはアメリカのニューヨーク市で、ダイアン・マカフィー（歌手）とブランドン・マッガート（俳優）の娘として生まれる。アップル家はエンターテイメント業界に根ざした家系だった。姉のアンバー・テイルーラ（Amber Taleullah）はモード・マッガート（Maude Maggart）というステージ・ネームで歌うキャバレーの歌手である。兄弟のスペンサーは彼女のシングル「Parting Gift」のビデオ監督を務めている。
義理の兄弟ギャレット・マッガートはTVシリーズ“The Sentinel”に出演している。さらに母方の祖母にあたるミリセント・グリーン（Millicent Green）は1920年代の『ジーグフェルド・フォリーズ』と並ぶ代表的ミュージカルである『ジョージ・ホワイツ・スキャンダルス』のダンサーで、祖父のジョニー・マカフィーもビッグバンド時代にマルチ管楽器奏者兼ボーカリストとして活躍していた（夫妻はジョニー・ハンプ楽団のツアー中に出会っている）。両親は法的には結婚せず事実婚の関係で、アップルが4歳の頃に別れた。
幼年期は引っ込み思案の傾向があり、同時に強迫性障害でもあった。5年生の頃には、姉のアンバーと心中すると友人に冗談を言ったことがきっかけでセラピーの世話になった。彼女自身が信頼できるセラピーを見つけるまでの道のりは長く、いくつもの診察を受けることになった。
フィオナ・アップルは12歳の時、感謝祭の前日に学校から母のアパートへ帰る途中レイプの被害に遭う。このレイプ体験についてはいくつかの作品（“Sullen Girl”等）で言及されているが、必ずしも彼女の作品の主たるテーマとなってはいない。メディアはフィオナ・アップルの暗い過去をクローズアップしがちであるが、彼女自身は自分がインタビュアーにレイプ体験の話をしたのはそれが恥ずべき類いの経験だと考えてほしくなかったからだと語っている。彼女がトーリ・エイモスのことを「レイプの看板娘（poster girl for rape）」と呼んだという噂があるが、これは彼女がインタビューでエイモスの楽曲「Me and a Gun」に影響を受けたと語ったことと、レイプ被害体験をもつ人々に対して歌が強いメッセージを持っていると語ったことの2つがねじ曲げられて発生したものである。

## 経歴

### 1994年 - 1998年: タイダル

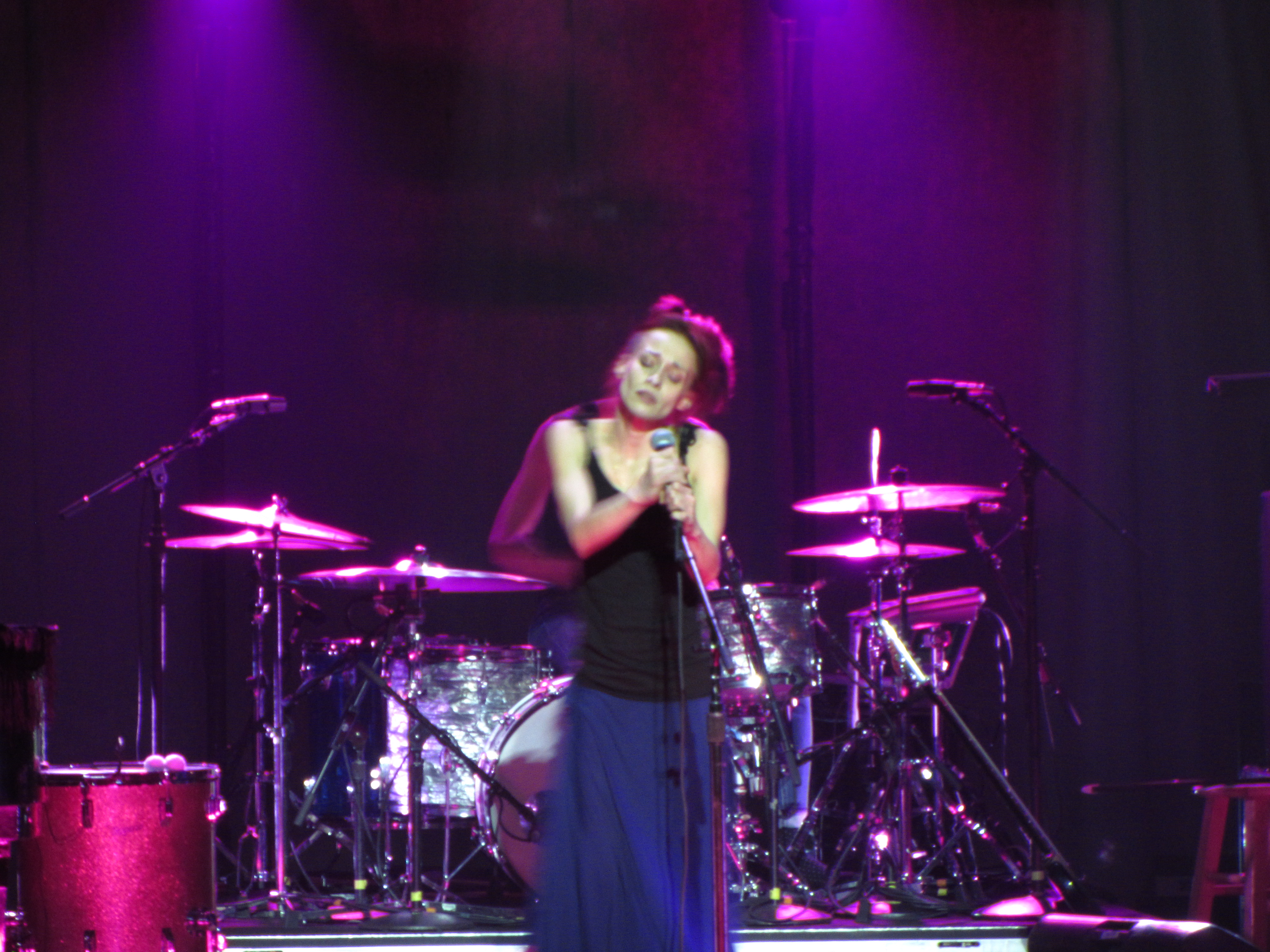
ライブで歌うフィオナ・アップル（2012年）

フィオナ・アップルが音楽業界に飛び込むきっかけとなったのは、1994年にレコード会社の重役のもとでベビーシッターをしていた友人にデモテープを手渡したことだった。フィオナ・アップルのメゾ・ソプラノの声、ピアノ演奏、そして歌詞はソニー・ミュージックの重役アンディ・スレイターの気をひき、彼女をレコード契約へと導いた。
1996年、フィオナ・アップルのデビューアルバム『タイダル』（Tidal）がソニー傘下のレーベルからリリースされる。このアルバムは290万枚を売り上げてアメリカではプラチナディスクとして認定され、3枚目のシングル「クリミナル」（Criminal）がヒットしブレイクする。この曲は全米チャートBillboard Hot 100でトップ40にランクインし、物議を醸したマーク・ロマネク監督によるミュージック・ビデオを中心に大きな注目を集めた。マネージャーのスレイターはこのビデオを「ロマネクが映画監督グレッグ・アラキと写真家ナン・ゴールディンに捧げたもの」と語っており、人々は「セックスを想起させる」と指摘した。
後年、フィオナ・アップルは「あれが私を有名にしたけど、私自身は誇りに思っていない…私はビデオに出てきたような女の子になりたいとは思わないし、困惑している。でもあの曲が彼らが犯した過ちを神に告白する内容になっていることは認めるわ…だけど物事がねじ曲げられて解釈されることがいかに恐ろしいかを思い知った経験だった」と語っている。さらに後年、彼女はそのビデオと曲のマッチングについて聞かれ「beautiful」と答えてもいる。
『タイダル』からは他に「シャドウボクサー」「スロウ・ライク・ハニー（アメリカでのみラジオ曲向けシングルとしてリリース）」「スリープ・トゥ・ドリーム」「ザ・ファースト・テイスト」「ネヴァー・イズ・ア・プロミス」がリリースされた。
フィオナ・アップルは盛んなメディア露出の中で形成されていった自分のパブリックイメージにアップルは苦しむことになる。最も良く知られているのが1997年のMTV Video Music Awardsにて“Best New Artist”を受賞したときのことで、彼女は「この業界は腐りきっている。この業界の人間がクールだと決めたこと、ファッション、考え方に影響されて自分たちの生き方を変えるなんて馬鹿げている」とメインストリームの音楽業界を批判した。彼女はマヤ・アンジェロウの“Go with yourself”という言葉を引き合いに出してもいる。彼女の発言は授賞式の場では拍手と喝采をもって賞賛されたものの、メディアからはすぐに総スカンを喰らい、クリス・ロックなどはそのスピーチに関して嘲笑ともとれるコメントを残している。
下着だけをつけてきわどいミュージックビデオに登場する彼女と、若い女性たちにセレブリティ・カルチャーへの批判を説く彼女に矛盾を感じ、あの発言は偽善的だという意見もあった。彼女は弁解こそしなかったが、「何か言うことがあるとしたら、そうね、ああゆうことを言ったら爽快だろうな、ってとこかしら」という言葉を残している。スタンドアップ・コメディアンのデニス・リアリーはアルバム『Lock 'N Load』に「アップルの本からの朗読」と題した皮肉たっぷりのスピーチを収録している。
コメディアンのジャニーン・ガラファローはアップルの痩せ細った外見を物まねしてみせた。ガラファローのファンでもあったフィオナ・アップルはこれに憤慨し、その主な理由は、ガラファローが「彼女は痩せることに必死」とトークし、アップルの体重についてからかうガラファローを偽善と感じたからだった。伝えられるところによるとガラファローは「あれはコメディよ。軽く流してよ」と応じたという。この時期にアップルはビートルズの「アクロス・ザ・ユニバース」とパーシー・メイフィールドの「プリーズ・センド・ミー・サムワン・トゥ・ラヴ」の2つのカバー曲を映画『カラー・オブ・ハート』のサウンドトラック盤に提供している。

### 1999年 - 2001年: 真実

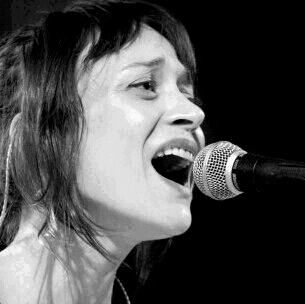
マイアミビーチでのライブ（2012年）

1999年11月9日、フィオナ・アップルのセカンド・アルバム『真実』がリリースされた。原題の『When the Pawn Hits the Conflicts He Thinks like a King What He Knows Throws the Blows When He Goes to the Fight and He'll Win the Whole Thing Fore He Enters the Ring There's No Body to Batter When Your Mind Is Your Might So When You Go Solo. You Hold Your Own Hand and Remember That Depth Is the Greatest of Heights and If You Know Where You Stand. Then You'll Know Where to Land and If You Fall It Won't Matter, Cuz You Know That You're Right』はスピン誌にネガティブな話題で彼女が掲載された後に読者から送られてきた手紙を読んだのを受けて書いた詩である。
この原題の邦訳は、国内盤CDの帯によると「戦場に赴く歩兵は/王様のように考えるの/戦いの中では/知識こそがとどめをさせるから/そして彼はリングに上がらすとも/既に勝利を手に入れているわ/知性を武器にしたとき/叩きのめす相手など存在しないのだから/だから独りで歩き出すときには/自分を信じて/自分を深めることだけが、頂上へと導いてくれるのだと覚えていなさい/そして自分が何処に立っているかを分かっていれば/何処に向かえばいいかも分かるはず/もしも途中でつまずいたとしても、大したことじゃない/だってあなたの中にこそ"真実"はあるのだから」となっている。なお、ギネス・ワールド・レコーズではこのアルバムの題名は最も長い題名のアルバムとして認定されていた（無名のアルバムを除く）。
このアルバムはフィオナ・アップルと映画監督ポール・トーマス・アンダーソン（PTA）との関係から生み出されたものになっており、ブックレットにはPTAへの献辞がある。シングル・カットされた「ファスト・アズ・ユー・キャン」「ペイパー・バッグ」「リンプ」のPVはPTAによって監督された。『真実』はニューヨーク・タイムズやローリング・ストーンのような雑誌から好意的な評価をもって迎えられたが、何人かの評論家は突然このアルバムをバッサリと切り捨てた。代表的なのは前述のスピン誌で、その長いアルバム・タイトルを全て引用してから「おっと、もうレビューを書くスペースがない。星一つ」というものだった。
『真実』ではさらに強烈な歌詞、ドラム・ループを用いた実験、メロトロンに似た楽器のChamberlinがフィーチャーされていた。商業性という意味ではデビュー・アルバムに劣るもののアメリカでは91万7千枚を売り上げ、RIAAにゴールド・ディスクとして認定された。先行シングルとなった「ファスト・アズ・ユー・キャン」は、ビルボードのModern Rock TracksチャートでTOP20入りし、イギリスでもアップルにとって初のTOP40入りシングルとなったが、続いてシングル・カットされた「ペイパー・バッグ」と「リンプ」は小ヒットに終わった。批評家たちはこのアルバムの古風で独創的な表現の歌詞を難解だと受け止めたようである。
2000年にニューヨークのRoseland Ballroomで行われたコンサートでは、フィオナ・アップルが会場の音響トラブルに不平を訴えて開演早々にステージを降りたところ、批評家および観客からブーイングを浴びるという事件が起こっている。

### 2002年 - 2010年: エクストラオーディナリー・マシーン
フィオナ・アップルは2002年、ジョニー・キャッシュとサイモン&ガーファンクルのカバー曲「明日に架ける橋」のデュエットを披露し、彼のアルバムAmerican IV: The Man Comes Aroundの4曲目に収録された。本作はグラミー賞の“Best Country Collaboration with Vocals”部門にノミネートされている。またキャッシュとは2003年のアルバム“Unearthed”でもキャット・スティーヴンスのカバー“Father and Son”で共演している。

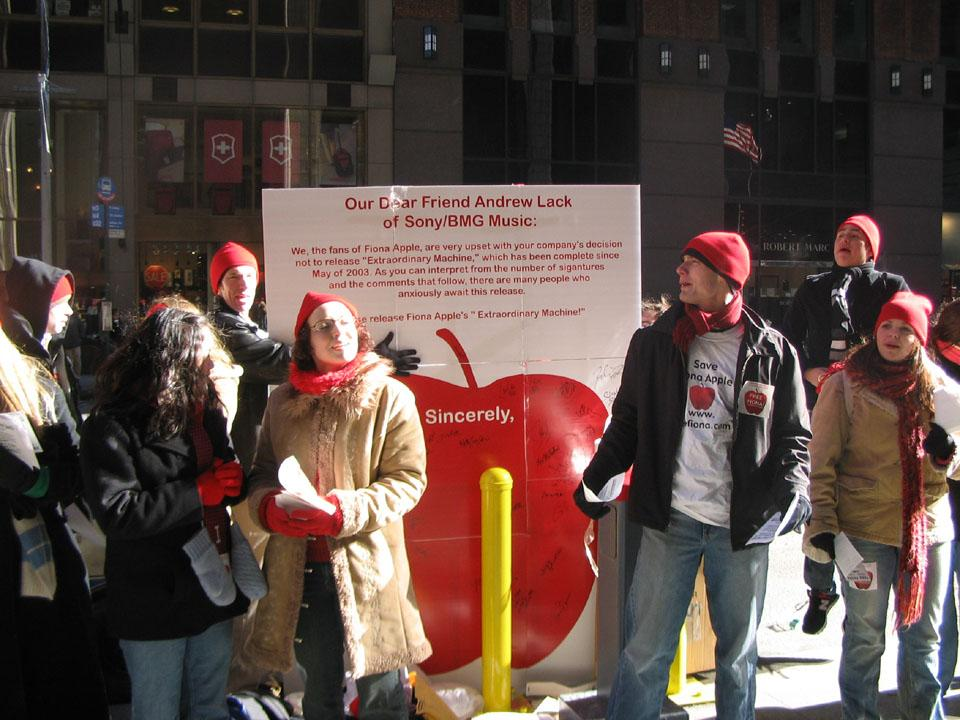
SONY BMGのニューヨーク本社の前で行われたFree Fionaキャンペーン（2005年）

フィオナ・アップルのサード・アルバム『エクストラオーディナリー・マシーン』（Extraordinary Machine）はジョン・ブライオンによって製作され、2003年5月にソニーの重役にマスターが引き渡された。伝えられるところによるとソニーはその完成品に関心を示さず、2年以上にわたってこのプロジェクトをお蔵入りにした。
2004年と2005年にはいくつかの音源がMP3形式でインターネットに流出し、アメリカ国内外のラジオ局でオンエアもされている。その後もブライオンが製作したと思われる（彼は後に流出音源は彼の作業後に「つまみ取られた」ものだと主張している）アルバムの全曲がMP3でインターネットに流出している。音源を配信していたあるウェブサイトはデジタルミレニアム著作権法によってすぐに閉鎖に追い込まれたが、彼らはすぐにP2Pネットワークに音源を流し、ファンはそこからダウンロードを行っていた。ファンによるキャンペーンFree Fionaは、アルバムの公式なリリースを支援するために立ち上げられたものである。
2005年8月、アルバムの発売日を10月とする発表がなされた。製作は（ドクター・ドレー等のヒップホップ・アーティストとの仕事で知られ、フィオナ・アップルの前作『真実』でもベースとして参加していた）マイク・エリゾンドによって引き継がれ、エレクトロニカの実験的アーティストであるブライアン・ケヒューも関わっていた。スピン誌はこう伝えている「ファンはアップルがレコード会社のEpicに『エクストラオーディナリー・マシーン』の最初のバージョンを却下されたと勘違いして2005年初頭に本社の前で抗議活動をしたが…エリゾンドによれば実際には、レコード会社のせいではなく、結果に満足しなかったアップルが自分でやり直しを決定したのだ」。アルバムには流出した11曲のうち2曲を除いて、9曲が完全に再製作され、さらに新曲も1つ含まれていた。マイク・エリゾンドは「全部スクラッチからやり直したよ」と語っている。
『エクストラオーディナリー・マシーン』はアメリカで自身最高の初登場7位を記録する。アメリカ国内で46万を売り上げ再びゴールドディスクに認定され、グラミー賞の“Best Pop Vocal Album”部門にもノミネートされた。

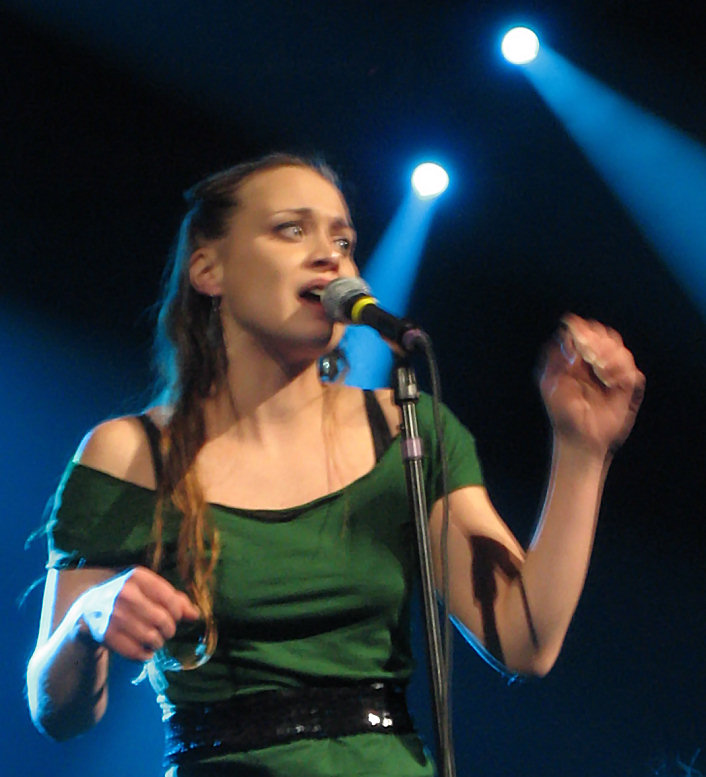
シアトルのKeyArenaでのライブ（2006年）

2005年の後半に顕示化したソニーとの確執は、もともとはフィオナ・アップルとブライオンがアルバムの再製作を求めていたことが発端だった。ソニーが製作中にいちゃもんをつけたと報じられていたが、実際はアップルが作業を中止していたのである。長い空白期間の後、彼女は親しい友人のケヒュー（彼はジョン・ブライオンの友人で、元ルームメイトでもあった）にアルバムの再製作を依頼することにした。さらにエリゾンドが製作助手として加わり、ブライオン/アップルとともにトラックの完成を目指し作業をはじめることになった。
アルバムの製作中止がブライオンとフィオナ・アップルの不和から生じたという報道があったのにもかかわらず、彼らは定期的にロサンゼルスのクラブLargoで共演し、アルバムの公式リリースが発表される直前にはエリゾンドが飛び入りすることさえあった。アップルは2005年の後半からアルバムのプロモーションのためのライブ・ツアーをスタートさせ、2006年の前半からコールドプレイの北米ツアーをサポートした。アルバムからは4枚のシングル「パーティング・ギフト」「オー・セイラー」「ノット・アバウト・ラヴ」「ゲット・ヒム・バック」がリリースされた。
2006年6月、フィオナ・アップルはコメディアンザック・ガリフィアナキスによるジョーク・ソング「Come over and Get It (Up in 'Dem Guts)」に客演している。ガリフィアナキスはアップルの「ノット・アバウト・ラヴ」のミュージックビデオに出演していた。このジョーク・ソングはアップルのこれまでの作品と歌詞/音楽の両面から一線を画すもので、アップルが“Baby, show me your fanny pack/I'll show you my fanny”と歌うラインをフィーチャーしたヒップホップ/ラップ/ダンストラックとなっている。
フィオナ・アップルは2006年にリリースされるティム・バートン製作の映画『ナイトメア・ビフォア・クリスマス』のサウンドトラック盤（スペシャル・エディション）のために「サリーの歌」のカバー・ヴァージョンを録音した。2006年5月19日にはVH1の番組Decades Rock Liveにてエルヴィス・コステロのヒット曲「I Want You」を披露し、コステロに捧げている。

### 2011年 - 2018年: アイドラー・ホイール

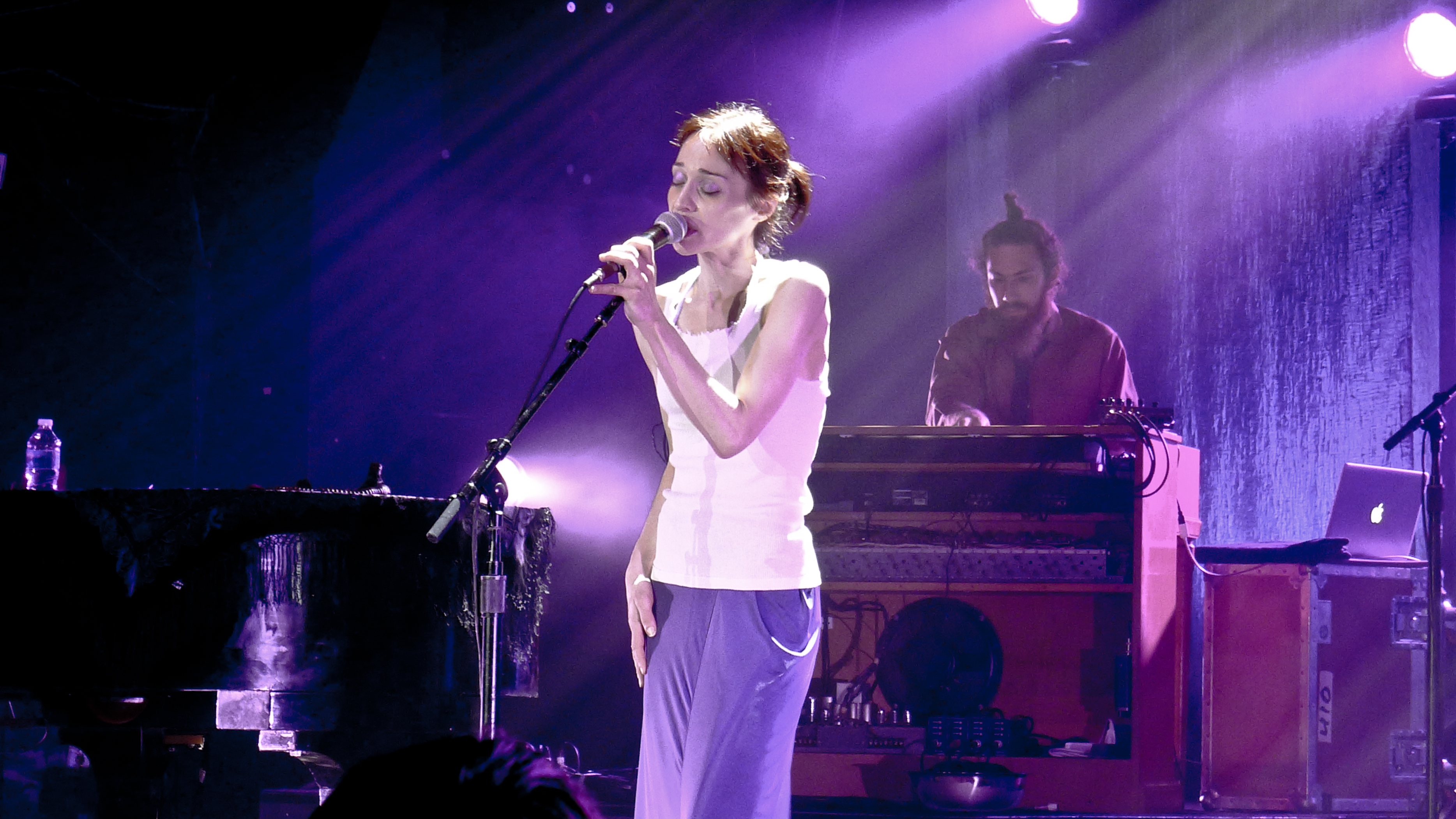
ライブで歌うフィオナ・アップル（2012年）

2012年6月19日、7年ぶり4作目のアルバム『アイドラー・ホイール』をリリース。アルバムの原題は『The Idler Wheel Is Wiser Than the Driver of the Screw and Whipping Cords Will Serve You More Than Ropes Will Ever Do』である。アルバムは長年の共同制作者であるジョン・ブライオンの代わりに、ツアードラマーのチャーリー・ドレイトンと一緒に制作された。
アルバムは批評家から絶賛され、Time誌、ステレオガム、Spinner誌、NPR Musicなどのメディアが年間ベストアルバムに選出した。ピッチフォーク・メディアは2010年代のベストアルバムのリストで第5位に選んだ。また、第55回グラミー賞では最優秀オルタナティヴ・ミュージック・アルバム部門にノミネートされた。
2012年11月、フィオナ・アップルはファンに宛てた手紙を書き、そのスキャン画像を自身のウェブサイトとフェイスブックページに掲載し、愛犬ジャネットの健康状態を理由に南米ツアーを延期した。手紙によると愛犬はアジソン病を患っており、2年前から「胸に腫瘍がある」とのことだった。
2017年にはワシントンでのウィメンズ・マーチのために楽曲「Tiny Hands」を発表した。
2018年には、ロサンゼルスで開催された女性主導のガール・スクール・フェスティバルでシャーリー・マンソンと一緒にレスリー・ゴーアの「You Don't Own Me」のカバーを披露し、「KNEEL, PORTNOW」と書かれた白いTシャツを着て登場した。これは、グラミー賞のトップであるニール・ポートナウが、女性がグラミー賞でより多く受賞するためには「ステップアップする必要がある」と発言したことを受けてのものだった。

### 2019年 - 現在: フェッチ・ザ・ボルト・カッターズ

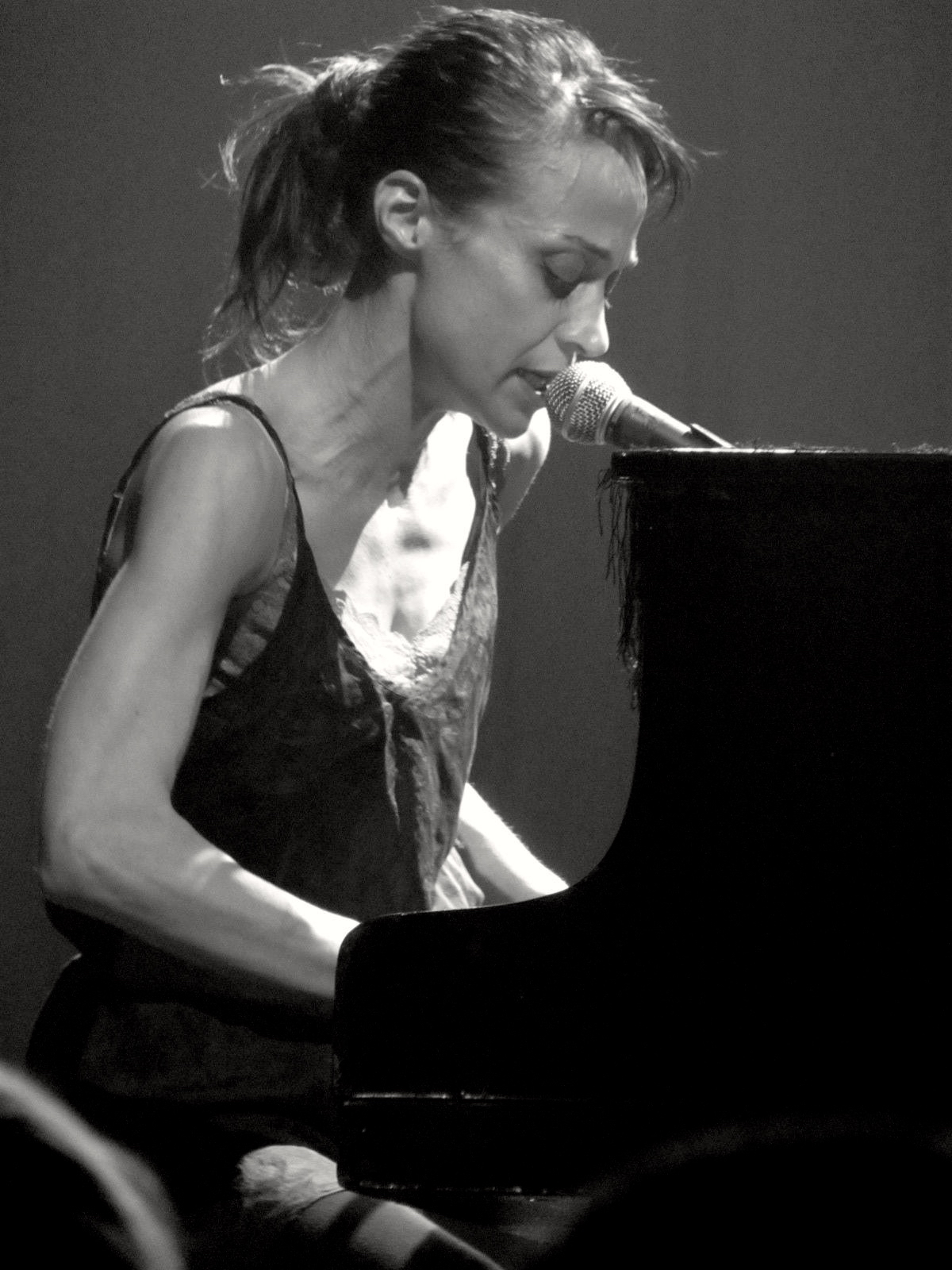
ニューヨークシティでのライブ（2012年）

2019年1月、キング・プリンセスと1999とのコラボレーション楽曲「I Know」に参加する。3月、フィオナ・アップルはInstagramの投稿で5作目のアルバムのレコーディングをしていることをほのめかした。
ニューアルバムの制作は2015年に始まり、ベーシストのセバスチャン・スタインバーグ、ドラマーのエイミー・アイリーン・ウッド、ギタリストのダビド・ガルザらが参加した。彼らはベニスビーチの自宅スタジオ周辺で、自作のパーカッシブなオブジェを使い、家の周りをチャンティングしながら行進するなどの録音を行なった。その後、テキサス州の田舎にあるソニック・ランチ・スタジオに移動し3週間ほど過ごしたが、そこでの録音はほとんど成功しなかった。ベニスビーチに戻ってからは、楽器を物にぶつけたりして録音するようになり、アルバムはパーカッシブなサウンドに仕上がっている。
2019年7月までにアルバムのミキシングを開始していたが、9月になるとプロセスが遅くなり始め、フィオナ・アップルはアルバムに疑念を抱くようになった。この頃に受けたVulture誌のインタビューでは「"100万年前"にリリースされたはずの次のアルバムに向けてまだ懸命に取り組んでいる」と説明し、ベニスビーチの自宅でレコーディングセッションが続いているため、引きこもりがちであると述べていた。翌年1月、アルバムのミックスをバンドメンバーに聞かせたところ、好意的な反応だったためアルバムは完成となった。
2020年4月17日、5作目のアルバム『フェッチ・ザ・ボルト・カッターズ』（Fetch the Bolt Cutters）をリリースする。アルバムは批評家から絶賛され、辛口批評で知られるピッチフォーク・メディアは「不屈の名作で、これまでにこれほどの音楽はなかった」と評し、10年ぶりとなる10点満点を付けた。

## 人物
アップルは菜食主義者で、PETA（動物の倫理的扱いを求める人々の会）の支援者でもある。1997年にはPETAのホットラインを通じて感謝祭での七面鳥の扱いについての彼女の考えを伝えるメッセージが記録されている。電話でターキーの調理法についての情報を得られるバターボール・ターキー・ホットラインについて彼女は「このような美しい鳥たちを殺し、調理する方法を提示するのが正常な行為とは思えません」と訴えている。彼女は続けて「何百万という人々が菜食主義によるダイエットが自分たちにとって、さらには地球やそこで生きる動物たちにとっても健全な選択であるということを学んでいます」とも語っている。このスタンスはサタデー・ナイト・ライブにて「Basted in Blood」を歌ったサラ・マクラクランに影響を受けたものだといわれている。
アップルはマジシャンのデヴィッド・ブレイン、映画監督のポール・トーマス・アンダーソンと交際歴がある。
2012年9月19日、フィオナ・アップルはテキサス州シエラブランカの米国境警備隊の内部検問所でハシシの所持で逮捕された。

## 余談
- "Never Is A Promise" は初期のツアーでは毎晩演奏していたが、あまりにもパーソナルな内容の曲で毎日演奏するのは辛く、演奏中泣いてしまうため、披露しなくなった。
- マリリン・マンソンやデイヴ・ナヴァロ（デイヴ・ナヴァロはフィオナの楽屋の壁に血染めのラヴレターを書いた。）は彼女に夢中になり、フィオナに想いをよせたが、成就しなかった。マリリン・マンソンは彼女の小鹿のような痛々しい雰囲気に萎えたと後に語っている。
- 『真実』リリース時、日本のレコード会社はプロモーションに力を入れ、渋谷の109の大看板や、電柱などにフィオナの写真が登場した。また、雑誌等各種メディアに頻繁に特集を組まれていた（逆に1stリリース時、日本のメディアはほとんど反応しなかった）。
- 当時付き合っていたポール・トーマス・アンダーソン監督の映画『マグノリア』は彼からフィオナに捧げた映画で、エンドロールの最後に "For F A" と表記され、劇中にフィオナが描いた絵が頻繁に使われている。また、逆にフィオナの2ndアルバム『真実』のブックレットの最後に "PTA" と表記されている。
- フランスで人気があるのにフランスがあまり好きではないらしい（2000年来日時のUDOレポート）。
- 大の飛行機嫌いで、2000年の日本ツアーの時点では海外の国でライヴを行ったのは日本だけだった（フィオナ自身が日本に興味があり、なにか日本から感じるものがあったことから、本人の希望で実現した）。
- 2000年の来日時、当時日本で流行っていたインスタントカメラ・チェキにハマり、頻繁に撮りまくっていた。
- 2000年の日本ツアーでは、ライヴ後、ファンからピカチュウの大きなぬいぐるみをプレゼントされ、メディア等では冷たいイメージのフィオナが素に戻り、ぬいぐるみを抱いて大喜びし、"年頃の女の子"の一面を覗かせていた。
- 日本人アーティストのChocolatは彼女の大ファンで2000年の来日時、楽屋に会いに行き、ハグしてもらったが、ビール臭かったとのこと。
- フィオナはピーター・フォークと刑事コロンボの熱狂的ファンである（実際、2000年代前半の潜伏期間、NYのママのアパートで、スウェットを着て毎日家で刑事コロンボの再放送を見る生活をしていた）。トークショーのホスト、カーソン・デイリーは2006年6月の彼の番組にフィオナが出演した際、ピーター・フォーク直筆によるスケッチを彼女にプレゼントしている。
- フィオナは2006年のツアー中に、自身の強迫性障害との闘いについて告白している。
- フィオナは子どもの頃から昆虫が大好きで、大人になっても変らずに昆虫を愛しているという。『エクストラオーディナリー・マシーン』ツアー中のインディアナポリスで、ある曲の間奏中に見つけたバッタに心を奪われてしまい、パフォーマンス中ずっとそのバッタを追いかけ回し、観客にまでその昆虫の種類について聞いていた。
- 『エクストラオーディナリー・マシーン』ツアー中のシカゴでは「蚊の大虐殺(mosquito massacre)」を実行している。
- 『エクストラオーディナリー・マシーン』ツアー中のボストンの観客に対し「ボストンを訪れると故郷に帰ってきたような気持ちになる」と語っている。

## ディスコグラフィ
スタジオ・アルバム
| タイトル                                                 | アルバム詳細                                                                                   | シングル |
| -------------------------------------------------------- | ---------------------------------------------------------------------------------------------- | --- |
| Tidal タイダル                                           | - 発売日: 1996年7月23日 (U.S.) - チャート最高位: #15 U.S. - RIAA認定: 3x プラチナ (US 290万枚) | - シャドウボクサー - スロー・ライク・ハニー - スリープ・トゥ・ドリーム - ザ・ファースト・テイスト - クリミナル - ネバー・イズ・ア・プロミス |
| When the Pawn... 真実                                    | - 発売日: 1999年11月9日 (U.S.) - チャート最高位: #13 U.S. - RIAA認定: ゴールド (US 92万枚)     | - ファスト・アズ・ユー・キャン - リンプ - ペイパー・バッグ                                                                                  |
| Extraordinary Machine エクストラオーディナリー・マシーン | - 発売日: 2005年10月4日 (U.S.) - チャート最高位: #7 U.S. - RIAA認定: ゴールド (US 100万枚）    | - パーティング・ギフト - オー・セイラー - ノット・アバウト・ラヴ - ゲット・ヒム・バック                                                     |
| The Idler Wheel... アイドラー・ホイール                  | - 発売日: 2012年6月19日 - チャート最高位: #3 U.S.                                              | - Every Single Night |
| Fetch the Bolt Cutters フェッチ・ザ・ボルト・カッターズ  | - 発売日: 2020年4月17日                                                                        | |

コンピレーション・アルバム
- iTunes Originals – Fiona Apple（2006年2月14日）

コラボレーション・アルバム
- Watkins Family Hour (with Watkins Family Hour)（2015年7月24日）

## 受賞歴
1997年
- 「スリープ・トゥ・ドリーム」でMTV Video Music Awards “New Artist Video of the Year"を受賞

1998年
- 「クリミナル」でMTV Video Music Awards “Best Cinematography”をHarris Svidesとともに受賞
- 「クリミナル」がMTV Video Music Awards “Female Video of the Year”にノミネート
- 「クリミナル」でグラミー賞 “Best Female Rock Vocal Performance”を受賞
- グラミー賞 “Best New Artist“にノミネート

2001年
- 「ペイパー・バッグ」がグラミー賞 “Best Female Rock Vocal Performance” にノミネート、『真実』が“Best Alternative Music Album”にノミネート

2003年
- “Bridge over Troubled Water”がグラミー賞 “Best Country Collaboration with Vocals” にジョニー・キャッシュとともにノミネート.

2006年
- 『エクストラオーディナリー・マシーン』がグラミー賞 “Best Pop Vocal Album” にノミネート
- 『エクストラオーディナリー・マシーン』がNew Pantheon Awardにノミネート
- 『エクストラオーディナリー・マシーン』がmtvU Woodie Award "Alumni Award” にノミネート

2013年
- 『アイドラー・ホイール』がグラミー賞 “Best Alternative Music Album” にノミネート

2021年
- アルバム『フェッチ・ザ・ボルト・カッターズ』が最優秀オルタナティブ・ミュージック・アルバム賞に、楽曲「シャメイカ」が最優秀ロック・パフォーマンス賞および最優秀ロック・ソング賞にグラミー賞でノミネート。

“ Best Alternative Music Album ” 
“ Best Rock Performance ”の2部門を受賞

## 日本公演
- 2000年
  - 5月8日、東京 中野サンプラザ
  - 5月9日、東京 中野サンプラザ
  - 5月10日、東京 赤坂BLITZ
  - 5月12日、大阪厚生年金会館 大ホール
  - 5月14日、福岡 スカラエスパシオ
- 2006年
  - 10月10日、名古屋CLUB QUATTRO
  - 10月12日、大阪 心斎橋CLUB QUATTRO
  - 10月13日、東京国際フォーラム ホールC
  - 10月14日、東京国際フォーラム ホールC